# Jake Reed
Willie Reed, detto Jake (Covington, 28 settembre 1967), è un ex giocatore di football americano statunitense che ha giocato nel ruolo di wide receiver nella National Football League (NFL). Al college giocò a football alla Grambling State University.

## Carriera
Reed fu scelto nel corso del terzo giro (68º assoluto) del Draft NFL 1991 dai Minnesota Vikings. Superò per quattro volte le mille yard ricevute in una stagione, con un massimo di 85 ricezioni nel 1994. Nel 1996 si classificò secondo nella NFL con 1.320 yard ricevute. La sua carriera terminò con 450 ricezioni per 6.999 yard e 36 touchdown.
Nel 1994, Reed e il compagno ricevitore Cris Carter ricevettero complessivamente 207 passaggi, un record NFL all'epoca. Carter e Reed diventarono la prima coppia a superare entrambi le mille yard ricevute in quattro stagioni consecutive. Reed fu premiato come miglior giocatore offensivo della NFC del mese di settembre 1997 in cui fece registrare 34 ricezioni per 521 yard. Le sue 12 giocate da oltre 50 yard sono il secondo massimo della franchigia dei Vikings.

## Palmarès
- Giocatore offensivo del mese della NFC: 1

settembre 1997

## Statistiche
| Ricezioni     | 450   |
| Yard ricevute | 6.999 |
| Touchdown     | 36    |